# Viktoriansk tid

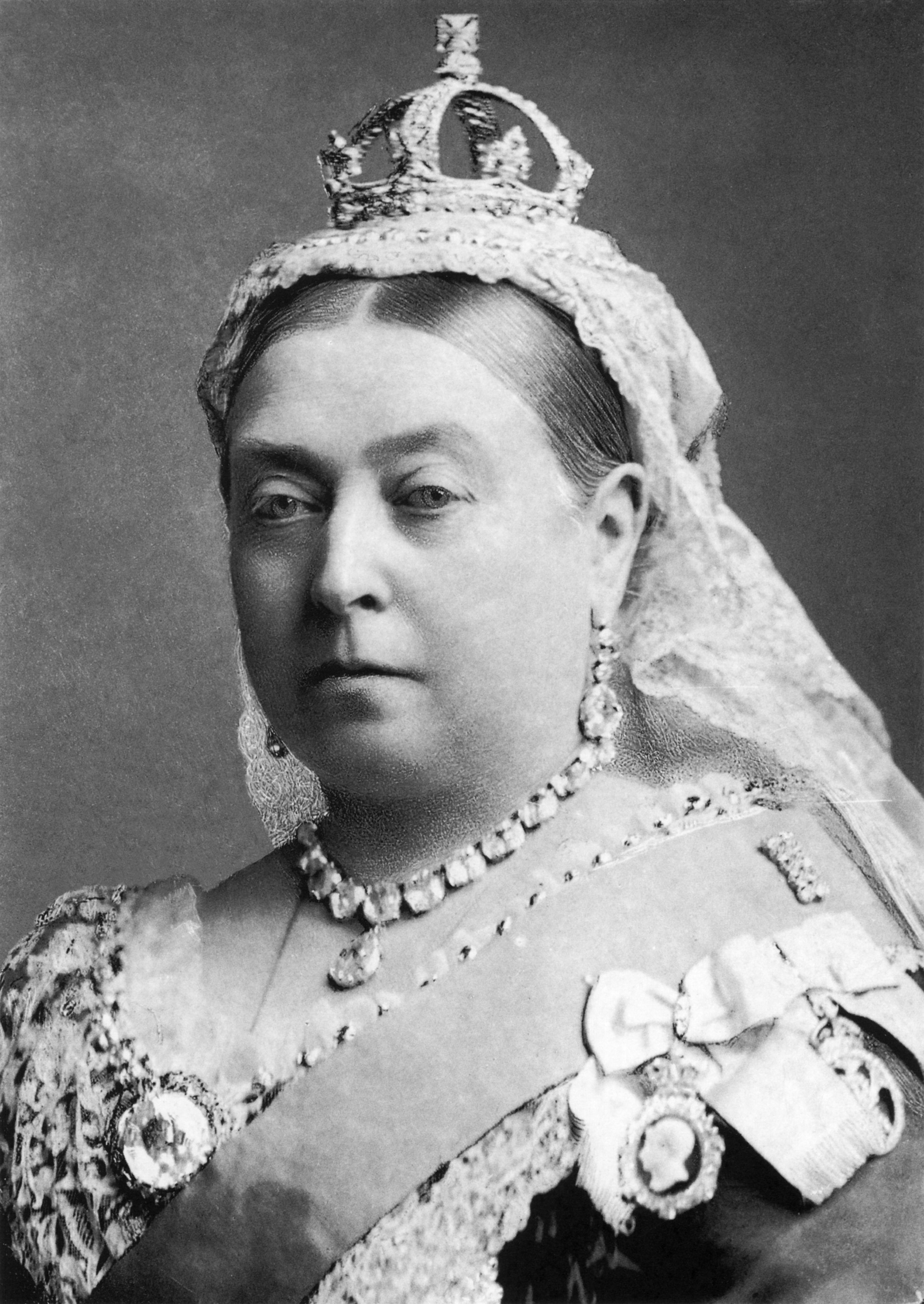
Storbritanniens drottning Viktoria har gett namn till denna tidsperiod.

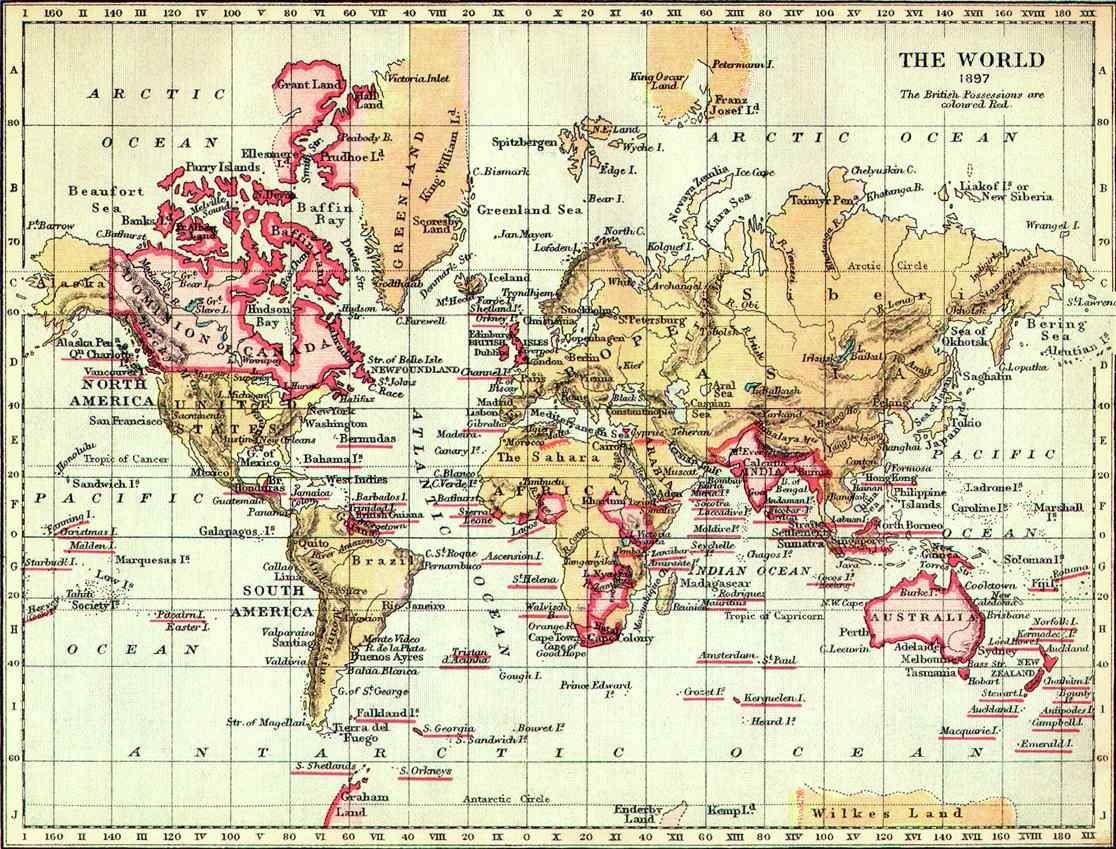
Världskarta från 1897. Brittiska besittningar markerade rosa.

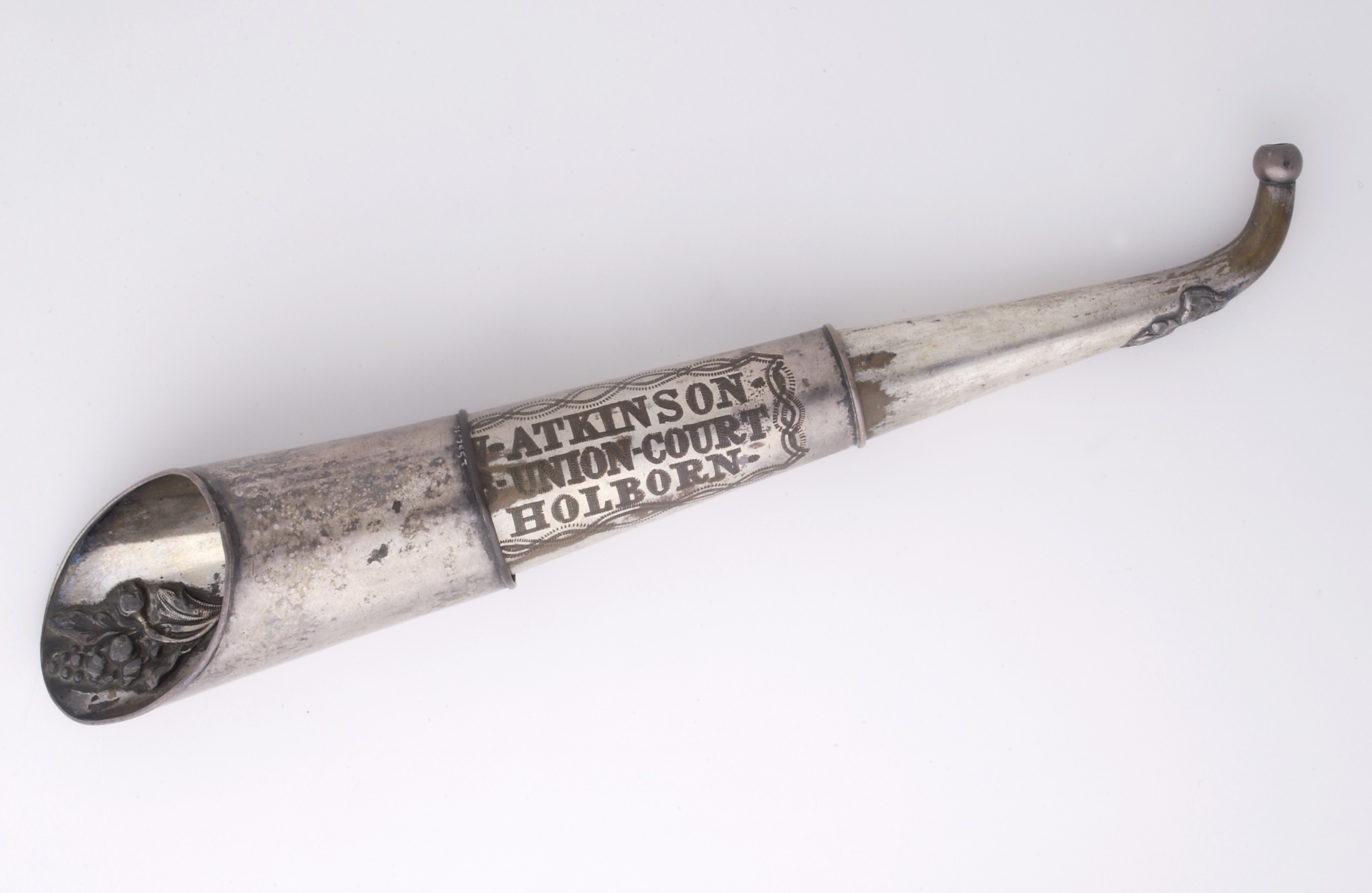
Viktoriansk hörlur tillverkad av Atkinson i London.

Den viktorianska tiden i Storbritannien varade under drottning Viktorias tid på den brittiska tronen från 1837 till 1901, även om somliga historiker menar att det är 1832 års rösträttsreform som verkligen kännetecknar övergången till en ny tidsperiod. Den viktorianska tiden kännetecknas som en strikt, pryd och socialt mycket regelstyrd period.
Eran föregicks av den georgianska tiden och följdes av den edvardianska tiden.
Begreppet viktorianism syftar på ett slags dubbelmoral som förknippas med den tidsanda inom de högre samhällsklasserna i Storbritannien under drottning Victorias regeringstid, som kännetecknades av en blandning av moralism, kristlighet, känslosamhet och lycklig omedvetenhet, med av eftervärlden hårt kritiserade skuggsidor som konventionalism, prydhet och dubbelmoral.

## Konsten
Under den viktorianska perioden var det populärt med dekorativ konst. Viktoriansk arkitektur, formgivning och inredning hängav sig åt ornamentik, och är känd för sina tolkningar av, och sin eklektiska återanvändning av historiska stilar blandat med influenser från Mellanöstern och Asien. Kulturen och konsten under perioden fjärmade sig från den rationalism som präglat den georgianska perioden och attraherades istället av romantiken och av mysticism.